# Monica Dacon
Monica Dacon, född 1934, var tillförordnad generalguvernör i Sankt Vincent och Grenadinerna 2002. 